# Tausend Sterne sind ein Dom
Tausend Sterne sind ein Dom ist ein deutsches Weihnachtslied, das 1946 von Siegfried Köhler auf einen eigenen Text komponiert wurde.

## Geschichte
Das Lied entstand nach dem Ende des Zweiten Weltkriegs unter den Eindrücken des Nachkriegsjahres 1946. Siegfried Köhler war in diesem Jahr tuberkulosekrank nach einer monatelangen Haft aus dem Speziallager Nr. 1 Mühlberg des sowjetischen NKWD entlassen worden.
1951 wurde es von Köhler als weltliche Weihnachtskantate und damit in einer größeren Form gesetzt. Auch heute noch erfreut es sich in den ostdeutschen Bundesländern großer Beliebtheit.
Die einzelnen Teile der Kantate sind:
- 1. Winterlied
- 2. Tanz der Nußknacker
- 3. Der Schneemann (Kinderlied)
- 4. Heut tanzen im goldenen Reigen die Sterne
- 5. Weihnachtspastorale
- 6. Tausend Sterne sind ein Dom
- 7. Marsch der Sternsinger
- 8. Das neue Jahr

## Aufnahmen (Auswahl)
- Weihnachtslieder Siegfried Köhler: Tausend Sterne sind ein Dom op.8 - Eine Weihnachtskantate für Chor und Instrumente / Rundfunk-Jugendchor Leipzig, Instrumentengruppe, Leitung: Hans Sandig, Vinyl-LP, 1960, ETERNA (VEB Deutsche Schallplatten Berlin) 5 30 039.
- Sind Die Lichter Angezündet (nur Kantaten-Teil 6. auf B-Seite Titel 10), Vinyl-LP, 1978, ETERNA 8 26 188.